# Jan Ferdynand Sapieha
Jan Ferdynand Sapieha (ur. 1629, zm. 27 marca 1659) – cześnik wielki litewski.

## Życiorys
Był młodszym synem Mikołaja i bratem Kazimierza Melchiadesa.
Od jesieni 1642 uczył się w Kolegium Nowodworskiego, a następnie podróżował po Europie Zachodniej.
Służbę wojskową zaczął w 1651, biorąc udział w bitwie pod Beresteczkiem i Białą Cerkwią. W kampanii 1653 brał udział w pułku pod dowództwem  stryjecznego brata pisarza polnego koronnego Jana Fryderyka Sapiehy. W 1654 objął po bracie Kazimierzu Melchiadesie chorągiew kozacką. Na przełomie 1655/1656 na krótko przyjął protekcję szwedzką. Po przejściu na stronę Jana Kazimierza brał udział w walkach z Jerzym Rakoczym na Węgrzech (1657), a także w blokadzie Torunia w 1658, gdzie na krótko dostał się do szwedzkiej niewoli. W styczniu 1659 otrzymał urząd cześnika litewskiego.
Poseł nieznanego sejmiku na sejm nadzwyczajny 1653 roku.
Zmarł, prawdopodobnie otruty, 27 marca 1659. Swoje posiadłości poważnie zadłużył (zostawił prawie 60 tys. zł. długów). Rodziny nie założył. W testamencie spisanym w Kodniu 20 marca 1659 przekazał dobra kodeńskie swemu stryjecznemu bratu Janowi Fryderykowi
Odznaczał się podobno nadprzeciętną siłą fizyczną.